# Alois Gruber
Alois Gruber (* 21. Dezember 1908 in Weidenau, Gemeinde Taufkirchen an der Trattnach; † 22. Februar 1959 in Klagenfurt) war ein österreichischer Politiker (VdU) und Kraftfahrer. Er war von 1949 bis 1953 Abgeordneter zum Nationalrat.
Gruber besuchte die Pflichtschule und war in der Folge beruflich als Kraftfahrer tätig. Er war Sozialreferent der Kärntner Landesorganisation des Verbands der Unabhängigen und vertrat diesen zwischen dem 8. November 1949 und dem 18. März 1953 im Nationalrat.